# Stidzaeras strigifera
Stidzaeras strigifera är en fjärilsart som beskrevs av Druce 1905. Stidzaeras strigifera ingår i släktet Stidzaeras och familjen björnspinnare. Inga underarter finns listade i Catalogue of Life.